# Victor Popov

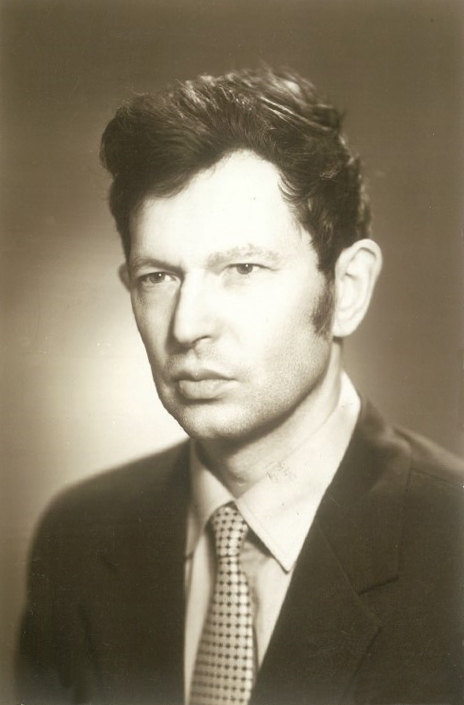
Retrato de Victor Popov

Victor Nikolaevich Popov (russo: Виктор Николаевич Попов; 27 de outubro de 1937 - 16 abril de 1994) foi um físico teórico russo conhecido por sua contribuição para a quantização de campos de gauge não-abelianos.